# R. Leonard Brooks
Pour les articles homonymes, voir Brooks.
Rowland Leonard Brooks, aussi cité sous la forme R. Leonard Brooks (6 février 1916 – 18 juin 1993) est un mathématicien britannique, connu pour avoir démontré le théorème de Brooks qui établit une relation entre le nombre chromatique et le degré de graphes. 

## Biographie
Brooks est né dans le Lincolnshire, en Angleterre, et étudie au Trinity College de l'Université de Cambridge. Il travaille aussi, avec trois autres étudiants du Trinity students, à savoir W. T. Tutte, Cedric Smith (en) et Arthur Harold Stone, sur le problème de la quadrature du carré, problème qui consiste à paver des rectangles et carrés avec des carrés pas nécessairement égaux ; leurs recherches sont publiées soit sous leurs noms propres, soit sous le pseudonyme Blanche Descartes.
Après avoir quitté Cambridge, il travaille comme inspecteur des impôts.